# 백조의 호수 (뮤지컬)
뮤지컬 《백조의 호수》(Matthew Bourne's SWAN LAKE)는 영국의 천재 안무가 매슈 본이 독창적인 상상력과 감각적인 안무로 차이콥스키의 고전 발레를 현대의 감각에 맞게 댄스 뮤지컬로 재탄생 시킨 작품이다. 초연 이래로 웨스트엔드와 브로드웨이 역사상 가장 롱런한 무용 작품으로 자리매김하고 있다.
머나먼 동화 속 이야기만 같던 원작의 스토리를 폐기하고 현대 영국의 왕실로 배경을 옮겨 사랑을 갈구하는 유약한 왕자와, 그가 갖지 못한 강인한 힘과 아름다움, 자유를 표상하는 환상 속의 존재인 백조 사이에 펼쳐지는 가슴 아픈 심리 드라마로 탈바꿈된 《백조의 호수》는 웅장하면서도 다채로운 차이콥스키의 음악에 신비로운 호수와 화려한 왕실 무도회, 런던 뒷골목의 자유분방한 바(bar) 등 왕자의 환상과 현실 속의 공간을 오가며 마치 영화를 보듯 흥미진진하고 긴장감 넘치는 이야기를 펼쳐낸다.
매튜 본은 섬세하고 가녀린 여성 백조 대신 깃털 바지에 근육질의 상체를 드러낸 남성 백조들을 기용하였고, 남성 백조들의 군무는 지금껏 상상할 수 없었던 힘과 카리스마로 관객들을 사로 잡으며 신선한 충격을 선사했다. 매튜 본은 주인공 '백조'역을 왕자가 동경하는 '힘과 아름다움, 자유'를 지닌 상징물로 새롭게 설정했고, '남성 백조'라는 컨셉과 남성 백조로부터 헌신적인 사랑을 받는 왕자의 이야기라는 점은 '동성애 논란'을 일으키기도 했다. 또한 본 작품의 오리지널 캐스트였던 아담 쿠퍼의 극중 매력적인 비상 장면은 스티브 달드리감독의 영화 《빌리 엘리어트》의 마지막 장면에 삽입되어 전 세계 관객들의 뇌리에 각인되었다.
1995년 영국 런던의 '새들러스 웰스' 극장에서 초연된 이후,《백조의 호수》는 영국, 미국, 프랑스, 독일, 일본, 한국까지 전 세계를 투어하고 있다. 특히 영국의 웨스트엔드와 미국의 브로드웨이에서 모두 돌풍을 일으키며, 가장 오랫동안 공연된 무용 공연이라는 전무후무한 기록을 남겼다. 영국과 미국 양국의 공연예술계 최고의 상인 로렌스 올리비에상과 토니상 3개 부문(최고 안무가상, 최고 연출가상, 최고 디자인상)을 모두 거머쥐었다. 《백조의 호수》는 초연 이래 수상한 국제적인 상만 해도 30개가 넘는다.

## 장면
ACT 1
Scene 1 The Prince's Bedroom
Scene 2 The Palace
Scene 3 An Opera House
Scene 4 The Prince's Private Quarters
Scene 5 The Street
Scene 6 A Speedy Club
Scene 7 The Street
ACT 2
A City Park
Interval
ACT 3
Scene 1 The Palace Gates
Scene 2 The Royal Ball
ACT 4
The Prince's Bedroom

## 시놉시스

### 프롤로그
커다란 침대 위에서 어린 왕자가 악몽을 꾸며 뒤척이고 있다. 침대 머리 위로 그가 꿈속에서 보고 있는 강인한 백조가 등장했다가 여왕이 방으로 들어오자 사라진다. 악몽에서 깨어난 왕자, 여왕은 왕자를 위로하지만, 왕자가 원하는 대로 그를 따뜻하게 안아주거나 애정을 표시해 주지는 않는다. 왕자는 자신에게 애정을 보이지 않는 엄격하고 차가운 어머니(여왕)로 인해 깊은 상처를 받는다.

### 1막
왕실의 공식 행사에 참석한 어린 왕자는 여왕(어머니)의 지도에 따라 갖가지 예절을 배운다. 왕위 계승자로서 이러한 공식적인 행사에 적응해 보려고 노력하지만 내성적인 왕자에게는 매우 힘들고 지루한 과정일 뿐이다. 파파라치들의 카메라 플래시가 터지는 순간 어린 왕자는 놀라서 달려 나가고, 곧이어 21세의 성인으로 성장한 왕자가 등장한다.
나이가 들었어도 왕가의 공식 행사는 여전히 왕자를 지치게 만든다. 매력적인 여왕(어머니)은 아들 앞에서 젊은 남자들과 자유롭게 교제하고, 이를 지켜 보는 왕자는 더욱 외로워진다. 그 무엇도 왕자가 필요한 사랑의 빈 자리를 채워줄 수 없고, 고독과 소외, 성적 정체성의 혼란, 불투명한 자아 실현 등으로 고뇌하며 방황한다. 이 틈을 타 왕위를 노리는 개인 비서는 평민 신분의 예의범절을 모르는 젊은 여성을 사주해서 왕자를 유혹하게 하고, 외로운 왕자는 이 젊은 여성과 금세 친해진다. 예상대로 여왕은 왕가와 어울리지 않는 여자 친구와의 교제를 결코 허락하지 않고, 진실한 관계를 찾으려던 노력이 허사로 돌아가자 왕자는 술에 취한 채 길거리를 방황하다가 뒷골목의 바(bar)에 들어가게 된다.
이 곳에서 우연히 여자 친구를 만나게 되고, 왕자는 유일하게 자신을 사랑해 준다고 믿었던 여자 친구마저 의도적으로 자신에게 접근했음을 알게 된 후 더욱 큰 절망에 빠진다.

### 2막
왕자는 공원의 호수에서 자살을 하기로 마음 먹는다. 유서를 쓴 후 호수로 뛰어 들려는 순간, 꿈 속에서 보아왔던 '백조'가 나타나 그를 사로 잡는다. 놀라고 있는 사이 한 무리의 백조 떼가 나타나 왕자를 위협하려고 하자 '백조'는 이 무리들로부터 왕자를 보호해준다. 왕자는 '백조'가 보여준 헌신적인 사랑에 새로운 힘을 얻고, 이 순간부터 '백조'는 왕자의 영혼의 동료이자 왕자가 다시 삶을 살아가는 유일한 이유가 된다.

### 3막
세계 곳곳의 귀족들과 왕족들이 초대된 화려한 무도회. 왕자는 꿈 속의 '백조'와 닮은 낯선 젊은이의 등장으로 깊은 혼란에 빠진다. 이 낯선 젊은이는 매력적인 모습으로 무도회의 귀빈들부터 여왕까지 모든 여인들을 유혹한다. 급기야 그가 여왕을 유혹하여 함께 춤을 추는 장면을 본 왕자는 질투심에 사로잡히고, 여왕과 결혼할 것이라는 정체 모를 소문에 충격을 받아 결국 이 둘의 춤을 방해하고 여왕을 위협한다. 왕자와 낯선 남자는 실랑이를 벌이고, 왕자는 결국 호위병에 이끌려 무도회장에서 쫓겨난다.

### 4막
다시 왕자의 침실. 정신적으로 큰 충격을 받은 왕자가 누워 있다. 여왕을 비롯, 의사와 간호사들이 그를 둘러싸고 위협적으로 간호한다. 강력한 진정제를 투여 받은 후 잠시 안정을 되찾은 왕자가 침대 위에 홀로 남겨진다. 이 때 2막에서 보았던 백조들이 그의 방으로 숨어 들어와 침대 주위를 위협적으로 맴돌며 또 다시 왕자를 공격하기 시작한다. 그가 사랑하는 '백조'가 나타나 왕자를 보호하며 대신 싸우려고 하지만 '백조' 역시 이들에게 공격 당해 결국 숨지고 만다. 자신의 유일한 친구이자 희망이었던 '백조'가 사라지자, 왕자는 눈물을 흘리며 절망에 빠져 쓰러지고 만다.
왕자의 침실로 들어온 왕비는 그가 침대 위에서 죽어 있는 것을 발견한다. 여왕은 죽은 왕자를 끌어 안고 후회의 눈물을 흘리고, 침대 위의 거울에서 어린 왕자를 안고 있는 '백조'의 모습이 나타난다. 왕자는 마침내 그가 갈망하던 평화를 찾은 것이다.

## 캐릭터

### 주역
- 왕자 The Prince - 샘 아처/도미닉 노스 : 여왕(어머니)을 이어 언젠가는 왕위를 계승하게 될 왕자는 매우 연약하고 왕가의 생활에 잘 적응하지 못하는 인물이다. 또한 자신에게는 사랑을 표현하지 않는 엄격한 어머니(여왕) 아래에서 사랑을 갈망하며 자라난다. 어딜가도 파파라치들이 따라 다니는 제약 많은 왕가의 생활에서 누릴 수 없는 것들을 꿈을 통해 대리 만족시키는 인물로, 어릴 때부터 꿈 속에서 보았던 백조의 환상에 사로잡혀 지낸다. 자신의 어머니인 여왕에게 이성으로서의 강한 애정을 느끼고 어머니의 젊은 연인들을 심하게 질투하기도 한다.

- 백조 The Prince & 낯선 남자 The Stranger - 조나단 올리비에/크리스 트렌필드 : 왕자의 상상력에 의한 산물로 매우 강인하고 남성적이며 아름답다. 자살을 결심한 왕자가 만나게 되는 백조는 자신이 가지지 못한 자유와 평화, 그리고 열망을 대표하는 인물로서 왕자에게 헌신적인 사랑을 보여준다. 3막에서는 여왕을 비롯한 여러 여성들을 유혹하는 '낯선 남자'가 등장하는데, 왕자는 자신이 꿈 속에서 보았던 백조와 꼭 닮은 이 인물로 인해 혼란에 빠지게 된다.('백조'를 맡은 무용수가 '낯선 남자'를 함께 연기한다.)

- 여왕 The Queen - 니나 골드먼/샬롯 브룸 : 왕자의 어머니. 남편을 일찍 여읜 중년의 여왕은 여전히 뛰어난 미모와 매력을 지니고 있어 주변의 많은 젊은 남성들로부터 구애를 받으며 지낸다. 방종하다 싶을 정도로 많은 남성들을 거느리고 있지만 그럼에도 매우 위엄 있으며 왕가의 기품을 지닌 여인이다. 반면 자신과는 전혀 다른 성격의 아들(왕자)에게는 그가 강인한 왕위 계승자로 성장하기 바라며 애정을 거의 표현하지 않는다.

- 여자 친구 The Girlfriend - 매들린 브래난/케리 비긴 : 개인 비서의 사주로 왕자에게 접근하여 왕자를 유혹한다. 의도적으로 왕자에게 접근했지만, 왕자에 대한 연민과 사랑의 감정이 생겨 나서 괴로워한다.

- 개인 비서 The Private Secretary - 스콧 엠블러/스티브 잡스 : 왕자의 비서로 왕위를 노려 많은 계략을 행사하는 매우 사악하고 비열하며 부도덕한 인물이다. 왕자에게 신분에 맞지 않는 여자 친구를 소개시켜 주어서 여왕과 왕자 사이의 관계를 멀어지게 하기도 하고, '낯선 남자'를 여왕에게 소개시켜 주어서 왕자의 질투심을 자극하기도 한다.

### 단역[1]
- Ashley Bain - 깡패, 백조, 이탈리아 공주 파트너 역
- Tim Bartlett - 사진사, TV진행자, 백조, 여왕 파트너, 스페인 댄서 역
- Ben Bunce - 바 손님, 백조, 독일 공주 파트너, 이탈리아 공주 파트너 역
- Arielle Campbell - 루마니아 공주, 모나코 공주, 하인, 트롤, 나방, 파티 걸, 바텐더, 간호사 역
- Tom Clark - 깡패, 바 손님, 백조, 독일 공주 파트너 역
- Travis Clausen - 사진사, 해군, TV진행자, 백조, 스페인 댄서 역
- Daniel Collins - 팝 아이돌, 클럽 주인, 백조, 프랑스 공주 파트너, 루마니아 공주 파트너 역
- Pia Driver - 스페인 공주, 프랑스 공주, 이탈리아 공주, 하인, 트롤, 나방, 호스티스, 파티 걸, 간호사 역
- Gavin Eden - 트롤, 바 손님, 백조, 스페인 댄서, 스페인 공주 파트너 역
- Ross Fountain - 바 손님, 해군, 백조, 스페인 댄서 역
- Phil Jack Gardner - 어린 왕자, 학생, 해군, 백조, 사인 수집가, 스페인 댄서 역
- Jack Jones - 해군, 팝 아이돌, 백조, 스페인 댄서, 프랑스 공주 파트너 역
- Simon Karaiskos - 어린 왕자, 트롤, 학생, 백조, 스페인, 공주 파트너, 스페인 댄서 역
- Daisy May Kemp - 독일 공주, 헝가리 공주, 하인, 나비, 부채춤 댄서, 바 손님, 간호사 역
- Franklyn Lee - 포르노 스타, 백조, 여왕 파트너, 모나코 공주 파트너, 스페인 댄서 역
- Katy Lowenhoff - 프랑스 공주, 독일 공주, 나방, 하인, 나비, 호스티스, 부채춤 댄서, 간호사 역
- Luke Murphy - 트롤, 바 손님, 백조, 스페인 댄서, 스페인 공주 파트너 역
- Gemma Payne - 헝가리 공주, 스페인 공주, 모나코 공주, 하인, 나비, 트롤, 나방, 파티 걸, 바 손님, 바텐더, 간호사 역
- Gavin Persand - 어린 왕자, 학생, 해군, 백조, 사인 수집가, 스페인 댄서 역
- Samuel Plant - 해군, 클럽 주인, 백조, 스페인 댄서, 루마니아 공주 파트너 역
- Danny Reubens - 깡패, 바 손님, 백조, 헝가리 공주 파트너, 독일 공주 파트너 역
- Anwar Russell - 포르노 스타, 백조, 여왕 파트너, 모나코 공주 파트너 역
- Ashley Shaw - 모나코 공주, 이탈리아 공주, 하인, 나방, 바텐더, 호스티스, 간호사 역
- Paul Smethurst - 클럽 주인, 사진사, TV진행자, 루마니아 공주 파트너, 백조, 스페인 댄서 역
- Vince Virr - 팝 아이돌, 포르노 스타, 프랑스 공주 파트너, 백조, 모나코 공주 파트너 역
- Chloe Wilkinson - 이탈리아 공주, 프랑스 공주, 나방, 호스티스, 파티 걸, 간호사 역
- Scott Jennings - 깡패, 백조, 헝가리 공주 파트너 역
- Shelby Williams - 루마니아 공주, 독일 공주, 트롤, 나비, 파티 걸, 부채춤 댄서, 간호사 역

### 스탭
스탭은 다음과 같다.
- 감독/안무 - 매튜 본
- 음악 - 표트르 일리치 차이콥스키
- 무대 및 의상 디자인 - 리즈 브라더스톤
- 조명 디자인 - 릭 피셔
- 음악 디자인 - 켄 햄튼
- 협력 디렉터 - 스콧 엠블러, 에타 머핏
- 투어 디렉터 - 스콧 엠블러, 스티브 커크햄

## 수상
뮤지컬 《백조의 호수》는 지금까지 국제적인 상만 하여도 30개 이상의 상을 수상하였다.
| USA AWARDS - Astaire Awards for best dance on broadway (1999) - Best male Performance (남자) - Adam Cooper - Special Recognition Award for Concept, Direction and Choregraphy - Matthew Bourne - Tony Awards (1999) - Best Musical Direction - Matthew Bourne - Best Choregraphy - Matthew Bourne - Best Costume Design - Lez Brotherston - Outer Circle Critics Awards for Broadway Season (1999) - Best Musical Direction - Matthew Bourne - Best Choregraphy - Matthew Bourne - Best Costume Design - Lez Brotherston - Drama Desk Awards for Broadway Season (1998/99) - Best Musical Direction - Matthew Bourne - Best Choregraphy - Matthew Bourne - Best Musical Stage - Lez Brotherston - Best Costume Design - Lez Brotherston - Best Theatrical Event - Swan Lake - Drama League Awards for Los Angeles Season (1997) - Musical Direction - David Frame - Best Preformance - Adam Cooper - Best Preformance - Scott Ambler - Director - Matthew Bourne - Producer - Katherine Dore - Costumes & Stage - Lez Brotherston - Los Angeles Drama Critics Circle Award (1997) - Best Choregraphy - Matthew Bourne BRITISH AWARDS - The South Bank Show Award (1997) - Matthew Bourne for Swan Lake - The Evening Standard Ballet Awards (1997) - Adam Cooper Best Performance - Society of West End Theatres Olivier Award (1996) - Best New Dance Production - Time Out Dance Award (1996) - Adam Cooper Best Preformance - The Manchester Evening News Award (1996) - Best Dance Production on Tour - Gay Times Readers Poll (1996) - Most Amazing Live Show - Time Out Dance Award (1996) - AMP Special Recognition for West End season Swan Lake. - Matthew Bourne's SWAN LAKE, LG아트센터 1. 2. - 백조의 호수 - 공식 웹사이트 - 매튜본 백조의 호수 - X |